# Giovanni Sforza (1407-1451)
Giovanni Attendolo Sforza, noto semplicemente come Giovanni Sforza (Cotignola, 1407 – Pavia, dicembre 1451), è stato un condottiero italiano, conte di Cotignola, signore di Fabriano e Teramo, e governatore di Ascoli Piceno.

## Biografia
Nato a Cotignola, era il figlio naturale di Muzio Attendolo Sforza e Lucia Terzani, e fratello di Francesco, Leone e Alessandro, entrambi capitani di ventura.
Iniziò la sua attività militare nelle file della compagnia di Michele Attendolo, cugino del padre Muzio.
Venne impiegato nel 1432 dal fratello Francesco a governare i suoi domini nel Regno di Napoli e dal 1434 fu governatore di Ascoli Piceno e signore di Fabriano e Teramo. Nel 1439 ottenne da Francesco questi ultimi feudi. Nel 1440 militò con i veneziani contro Filippo Maria Visconti. Nel 1442 andò in soccorso nel Regno di Napoli ad Antonio Caldora contro il re Alfonso V d'Aragona. Dopo la sconfitta della Compagnia Caldoresca nella battaglia di Sessano del giugno 1442, Giovanni si ritirò ad Ortona, per passare successivamente in Lombardia e combattere in favore di Francesco per il possesso del ducato di Milano. Nel 1449 Francesco Sforza inviò Giovanni a prendere possesso di Parma, che capitolò dopo un lungo assedio.
Morì a Pavia nel dicembre 1451, venendo sepolto nella chiesa di San Francesco.

## Discendenza
Si sposò nel 1436 con Lavinia Tartaglia, figlia del condottiero Angelo, dalla quale non ebbe figli.

## Ascendenza
|                        |   |                  | Genitori |  |  | Nonni              |  |  | Bisnonni        |  |
|                        |   |                  |          |  |  | Giovanni Attendolo |  |  | Muzio Attendolo |  |
|                        |   |                  |          |  |  | Giovanni Attendolo |  |  | Muzio Attendolo |  |
|                        |   | …                |          |  |  | Giovanni Attendolo |  |  |                 |  |
| Muzio Attendolo Sforza |   |                  |          |  |  | Giovanni Attendolo |  |  |                 |  |
|                        |   | Elisa Petraccini | …        |  |  |                    |  |  |                 |  |
|                        |   | Elisa Petraccini | …        |  |  |                    |  |  |                 |  |
|                        |   | Elisa Petraccini | …        |  |  |                    |  |  |                 |  |
| Giovanni Sforza        |   | Elisa Petraccini |          |  |  |                    |  |  |                 |  |
|                        | … | …                |          |  |  |                    |  |  |                 |  |
|                        | … | …                |          |  |  |                    |  |  |                 |  |
|                        | … | …                |          |  |  |                    |  |  |                 |  |
| Lucia Terzani          | … |                  |          |  |  |                    |  |  |                 |  |
|                        |   | …                | …        |  |  |                    |  |  |                 |  |
|                        |   | …                | …        |  |  |                    |  |  |                 |  |
|                        |   | …                | …        |  |  |                    |  |  |                 |  |
|                        |   | …                |          |  |  |                    |  |  |                 |  |